# بخش بوستون (سامیت کانتی، اوهایو)
بخش بوستون (به انگلیسی: Boston Township) یک منطقهٔ مسکونی در ایالات متحده آمریکا است که در شهرستان سامیت، اوهایو واقع شده‌است.
 بخش بوستون ۵۱٫۰ کیلومتر مربع مساحت و ۱٬۶۶۴ نفر جمعیت دارد و ۲۹۲ متر بالاتر از سطح دریا واقع شده‌است.